# تپه سله تان
تپه سله‌تان در شهرستان خرم‌آباد، بخش دوره چگنی، دهستان کشکان، ۶۰۰ متری شمال روستای خانه سرخ واقع شده و این اثر در تاریخ ۲۲ اسفند ۱۳۸۵ با شمارهٔ ثبت ۱۸۱۹۳ به‌عنوان یکی از آثار ملی ایران به ثبت رسیده است.